# Platysenta inclinata
Platysenta inclinata là một loài bướm đêm trong họ Noctuidae.